# Abdul Hamid Bassiouny
Abdul Hamid Bassiouny (arabe : عبد الحميد بسيوني), né le 12 mars 1972 à Kafr el-Sheikh en Égypte, est un footballeur professionnel égyptien qui évoluait au poste d'attaquant.

## Biographie
Bassiouny a fait toute sa carrière professionnelle en Égypte dans 4 clubs que sont le FC Kafr Al Sheikh, le Zamalek, Ismaily SC et Haras El-Hedood.
Il a en tout marqué 3 buts en 13 sélections avec l'équipe d'Égypte et a inscrit 11 buts en coupe d'Afrique des clubs, ainsi que 65 réalisations au total dans sa carrière dans le championnat d'Égypte.

## Anecdote
Il réalise un record du monde en inscrivant le Coup du chapeau le plus rapide de l'histoire en seulement 117 secondes contre la Namibie en 2001 pour les qualifications à la coupe du monde 2002.

## Palmarès

### International
- Coupe du monde de football militaire : 1999 et 2001
- Coupe d'Afrique de football militaire : 1998 et 2004

### En club
- Championnat d'Égypte de football
  - 2001 avec Zamalek
  - 2002 avec Ismaily SC
- Coupe d'Égypte de football 1999 avec Zamalek
- Coupe d'Afrique des vainqueurs de coupe de football 2000 avec Zamalek
- Coupe Afro-Asiatique de football : 1997 avec Zamalek

### Individuel
- meilleur buteur de la Coupe du monde de football militaire : 1999 et 2001
- meilleur buteur du Championnat d'Égypte de football : 1998 (15 buts)
- meilleur buteur du Championnat d'Égypte de football 2e division : Plusieurs fois[Quand ?]

### Parcours d'entraineur
- fév. 2014-nov. 2015 :  Haras El-Hedood Club
- mars 2016-déc. 2016 :  Haras El-Hedood Club
- jan. 2020-avr. 2025 :  Tala'ea El Geish